# Філідор-лісовик білоокий
Філідо́р-лісови́к білоокий (Automolus leucophthalmus) — вид горобцеподібних птахів родини горнерових (Furnariidae). Мешкає в Південній Америці.

## Підвиди
Виділяють два підвиди:
- A. l. leucophthalmus (Wied-Neuwied, 1821) — східна Бразилія (східна Баїя);
- A. l. sulphurascens (Lichtenstein, MHK, 1823) — південно-східна Бразилія (від південного сходу Мату-Гросу, півдня Гоясу і півдня Баїї на південь до штату Ріу-Гранді-ду-Сул), схід Парагваю і північний схід Аргентини (Місьйонес).

Пернамбуцький філідор раніше вважався конспецифічним з білооким філідором-лісовиком.

## Поширення і екологія
Білоокі філідори-лісовики мешкають в Бразилії, Аргентині і Парагваї. Вони живуть в підліску вологих атлантичних лісів. Зустрічаються на висоті до 1400 м над рівнем моря, переважно на висоті до 1000 м над рівнем моря.